# Haunts of the Very Rich
Haunts of the very rich (Brasil: Antro de milionários ) é um filme estadunidense, de 1972, de drama e suspense, produzido para a televisão, dirigido por Paul Wendkos e roteirizado por T.K.Brown III e William P. Wood.

## Sinopse
Um grupo de pessoas, todos milionários, chegam de avião a um palácio tropical, onde passam a perceber, que lentamente suas férias se tornam um pesadelo.

## Elenco
- Lloyd Bridges....... Dave Woodrough
- Cloris Leachman....... Ellen Blunt
- Edward Asner....... Al Hunsicker
- Anne Francis....... Annette Larrier
- Tony Bill....... Lyle
- Donna Mills....... Laurie
- Robert Reed....... Reverendo John Fellows
- Moses Gunn....... Seacrist
- Beverly Gill....... Miss Vick
- Todd Martin....... Harris
- Phyllis Hill....... Rita
- Michael Lembeck....... Delmonico
- Susan Foster....... Miss Upton